# Risa Wataya

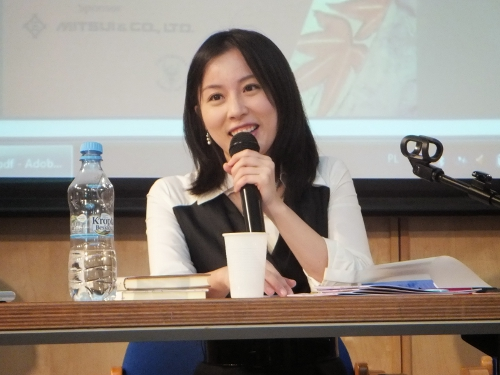

Risa Wataya(japonés:綿矢 りさ, Kioto, 1 de febrero de 1984) escritora japonesa.
Editó su primera a los 17 años y ganó el premio Bungei 2001.  En 2003 ganó el prestigioso premio Akutagawa.
Estudió en la Universidad de Waseda.

## Obra
- インストール (Install). Kawade Shobo Shinsha Publishing Co., 2001. ISBN 4-309-01437-2
- 蹴りたい背中 (Keritai senaka). Kawade Shobo Shinsha Publishing Co., 2003. ISBN 4-309-01570-0
- 夢を与える (Yume wo ataeru). Kawade Shobo Shinsha Publishing Co., 2007.ISBN 978-4309018041
- 勝手にふるえてろ (Katte ni furuetero). Bungeishunju Ltd.,2010. ISBN 978-4-16-329640-1
- かわいそうだね？ (Kawaisou da ne? Bungeishunju Ltd.,2010. ISBN 978-4-16-380950-2